# Ярвамаа
Я́рвамаа (эст. Järvamaa) или Я́рваский уе́зд (эст. Järva maakond) — один из 15 уездов Эстонии, расположенный в центральной части страны. Административный центр — город Пайде. В состав уезда входят один городской муниципалитет и две волости.

## География
Ярвамаа расположен в Центральной Эстонии. Граничит с уездами Харьюмаа, Рапламаа, Пярнумаа, Вильяндимаа, Йыгевамаа и Ляэне-Вирумаа. 
Наивысшая точка уезда — гора Валгехобуземяги (107 м). На территории уезда расположены ландшафтный заказник Кырвемаа (204 км²) и Тюриское друмлинное поле (104 км²).
Площадь уезда — 2674,11 км².

## Муниципалитеты
В состав уезда входят 3 самоуправления:
 город-муниципалитет Пайде
 волость Ярва
 волость Тюри
С 1 января 2018 года уездные управы и, соответственно, должности старейшин уездов в Эстонии упразднены. Их обязанности переданы государственным учреждениям и местным самоуправлениям.

## Символика
Герб Ярвамаа был утвержден решением государственного старейшины Константина Пятса 5 февраля 1937 года. На синем щите изображён серебряный замок с башней, у его подножия три серебряные горизонтальные волнообразные полосы.
Флаг Ярвамаа зарегистрирован 3 октября 1996 года. Состоит из двух равных по ширине полос горизонтального цвета: верхняя — белая и нижняя — зелёная. Соотношение ширины и длины флага составляет 7:11, нормальный размер флага — 105×165 см. Высота герба на флаге нормального размера составляет 40 см.

## История
В своих границах уезд сформировался к началу XIII века.

## Население

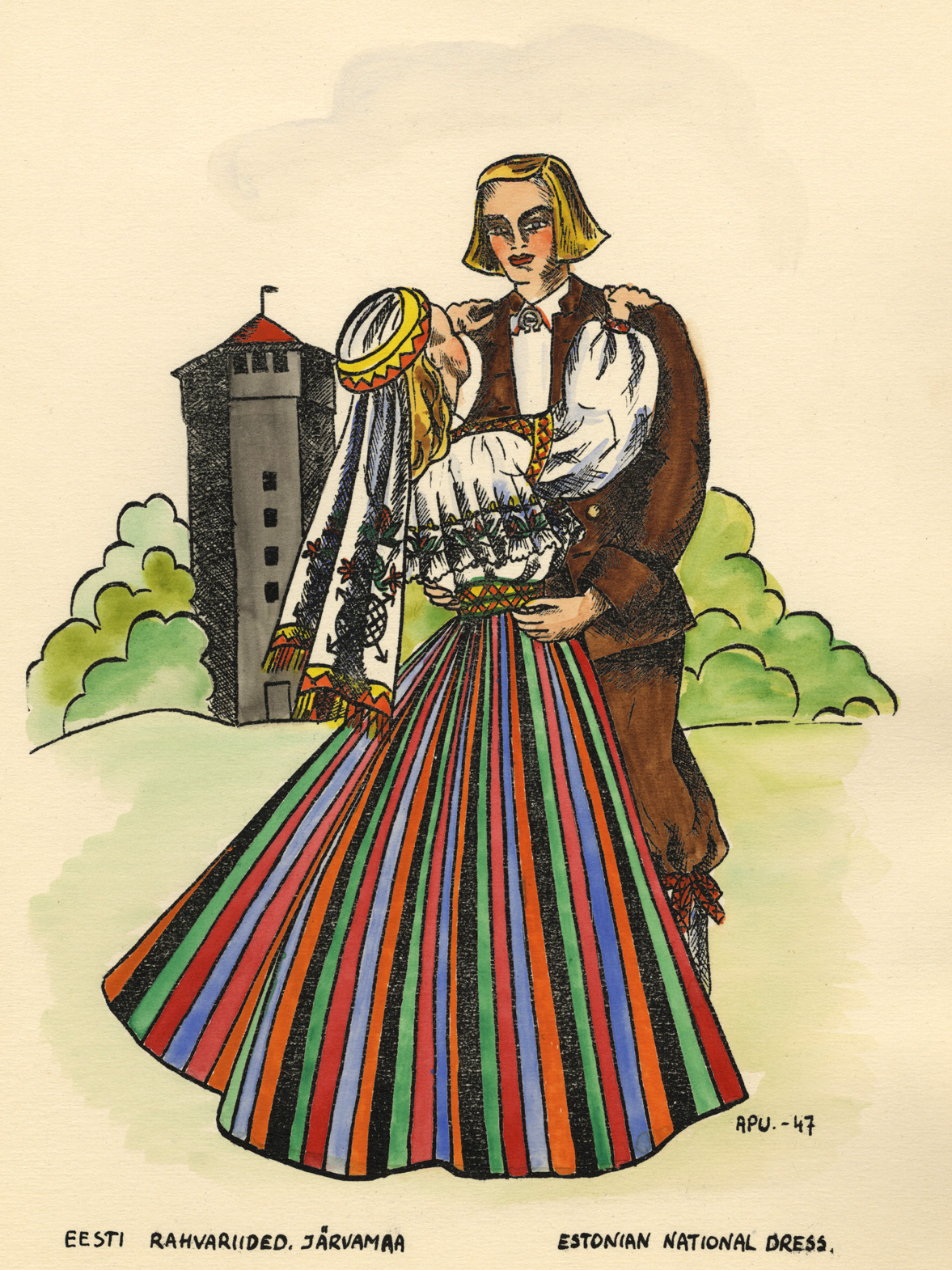
Национальная одежда эстонцев-жителей Ярвамаа

По состоянию на 1 января 2024 года в Ярвамаа насчитывалось постоянных 30 084 постоянных жителя(2,2 % всех жителей Эстонии), из них 14 381 — мужчины (47,8 %) и 15 703 — женщины (52,2 %). Плотность населения составила 11,25 чел/км². 
В 2024 году доля жителей в возрасте до 14 лет включительно составляла 15,4 %, жителей в возрасте 15—64 года — 60,2 %, 65 и старше — 24,4 %. Национальный состав: эстонцы — 91,8 %, русские — 2,2 %, украинцы  — 3,9 %, финны — 0,6 %, лица прочих национальностей — 1,5 %. 
Распространены эстонский (государственный) и русский языки.
По состоянию на 1 января 2006 года численность населения уезда составляла 38 141 человек, из которых 46,5 % — мужчины и 53,5 % — женщины. Уровень рождаемости в уезде в том же году  — 10,3 ‰, смертности — 13,4 ‰, естественная убыль составляет — 3,1 ‰. Дети в возрасте 0—14 лет составляли 16,3 % населения, лица в возрасте 15—64 года — 67,2 %, лица в возрасте 65 лет и старше — 16,6 %; в национальном составе уезда преобладали эстонцы — 93,6 %; удельный вес русских — 3,3 %, далее следовали украинцы (1,2 %) и финны (1,0 %).
Число жителей Ярвамаа на 1 января каждого года по данным Департамента статистики:
| 2018   | 2019     | 2020     | 2021     | 2022     | 2023     | 2024     |
| ------ | -------- | -------- | -------- | -------- | -------- | -------- |
| 30 661 | ↘ 30 286 | ↘ 30 174 | ↘ 29 817 | ↘ 29 693 | ↗ 30 072 | ↗ 30 084 |

## Главные достопримечательности
- Деревня Кареда, одно из самых древних поселений в Эстонии (первое упоминание в 1212 году)
- Орденский замок Пайде
- Мыза Йендель (Янеда)
- Мыза Эйефер (Эйвере)
- Мыза Лаупа
- Мыза Альп (Албу)
- Мыза Серрефер (Сяревере)
- Церковь Святого Креста в Пайде
- Церковь Ярва-Пеэтри в посёлке Пеэтри
- Тюриская церковь Святого Мартина, старейшая лютеранская церковь Ярвамаа
- Хутор, где родился А. Х. Таммсааре

## Галерея

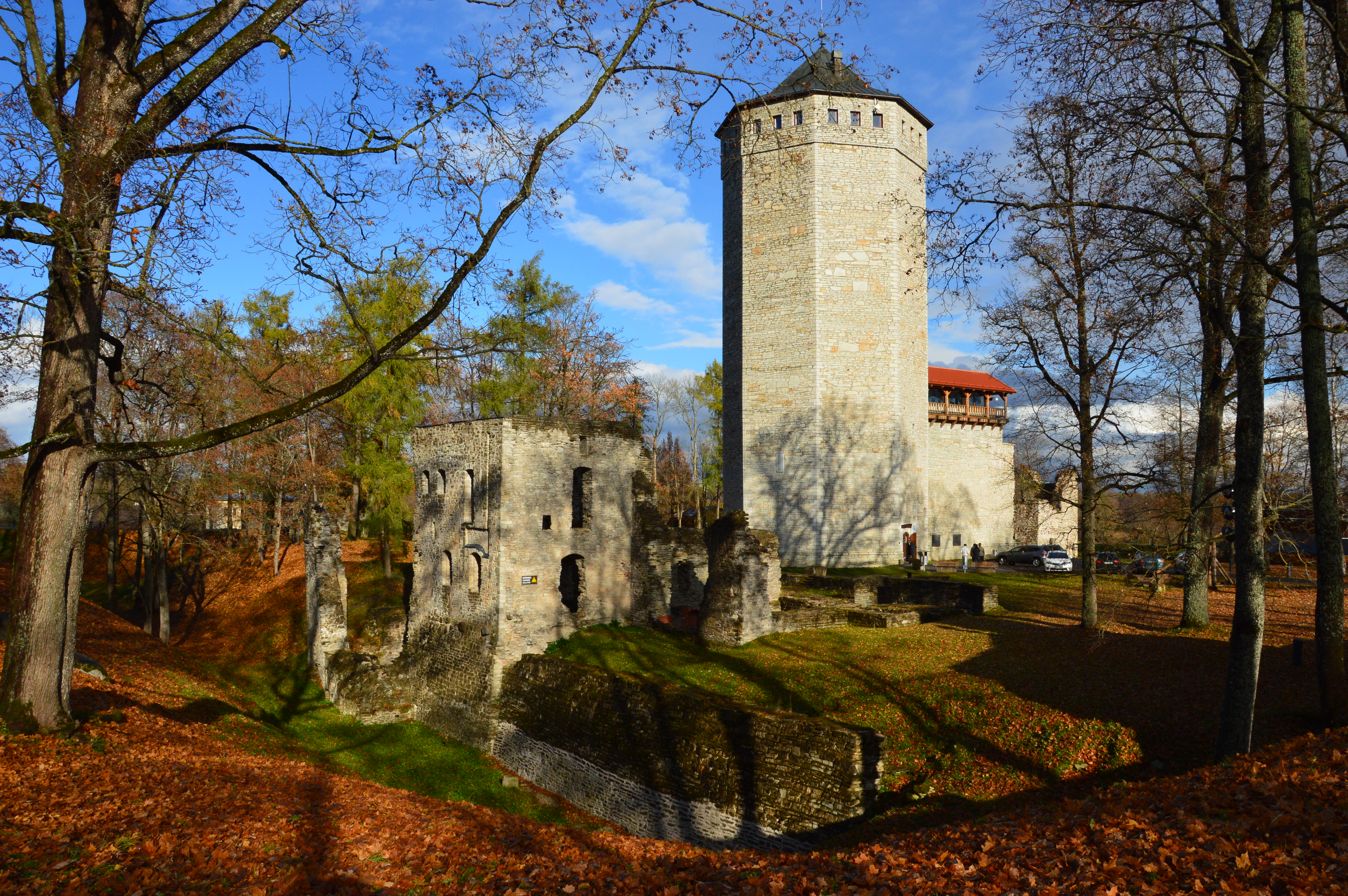
Орденский замок Пайде
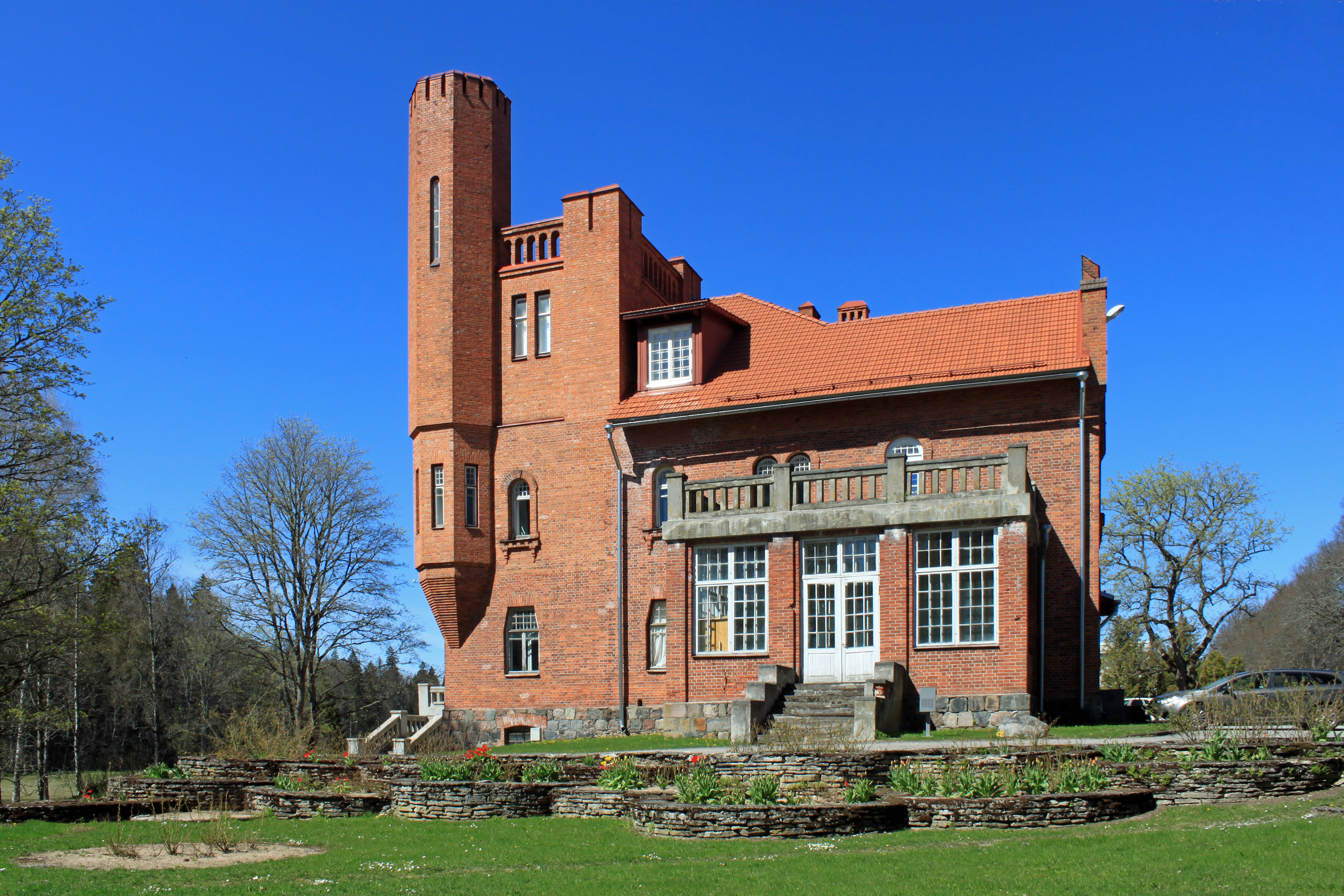
Главное здание мызы Йендель (Янеда)
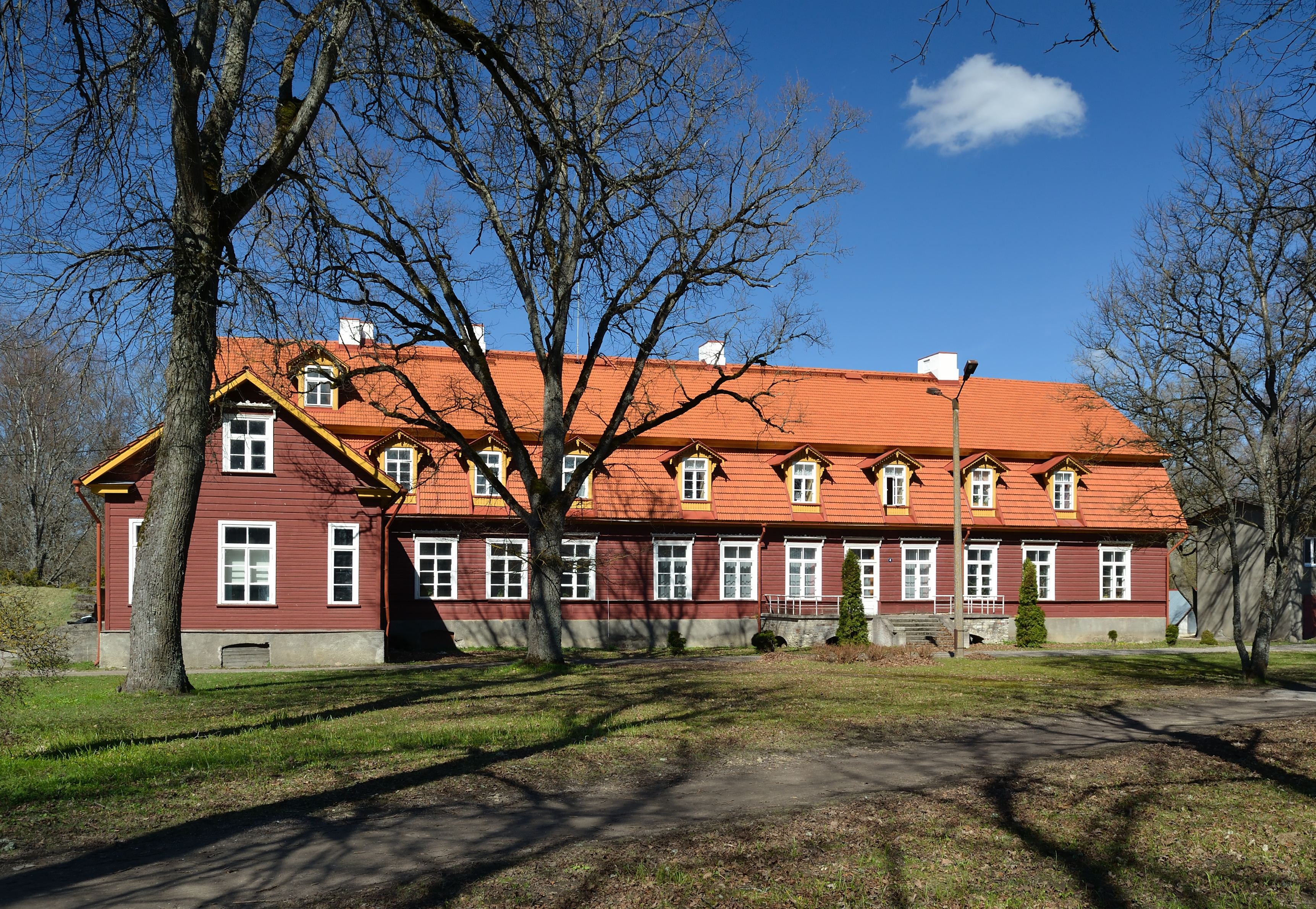
Мыза Серрефер (Сяревере)
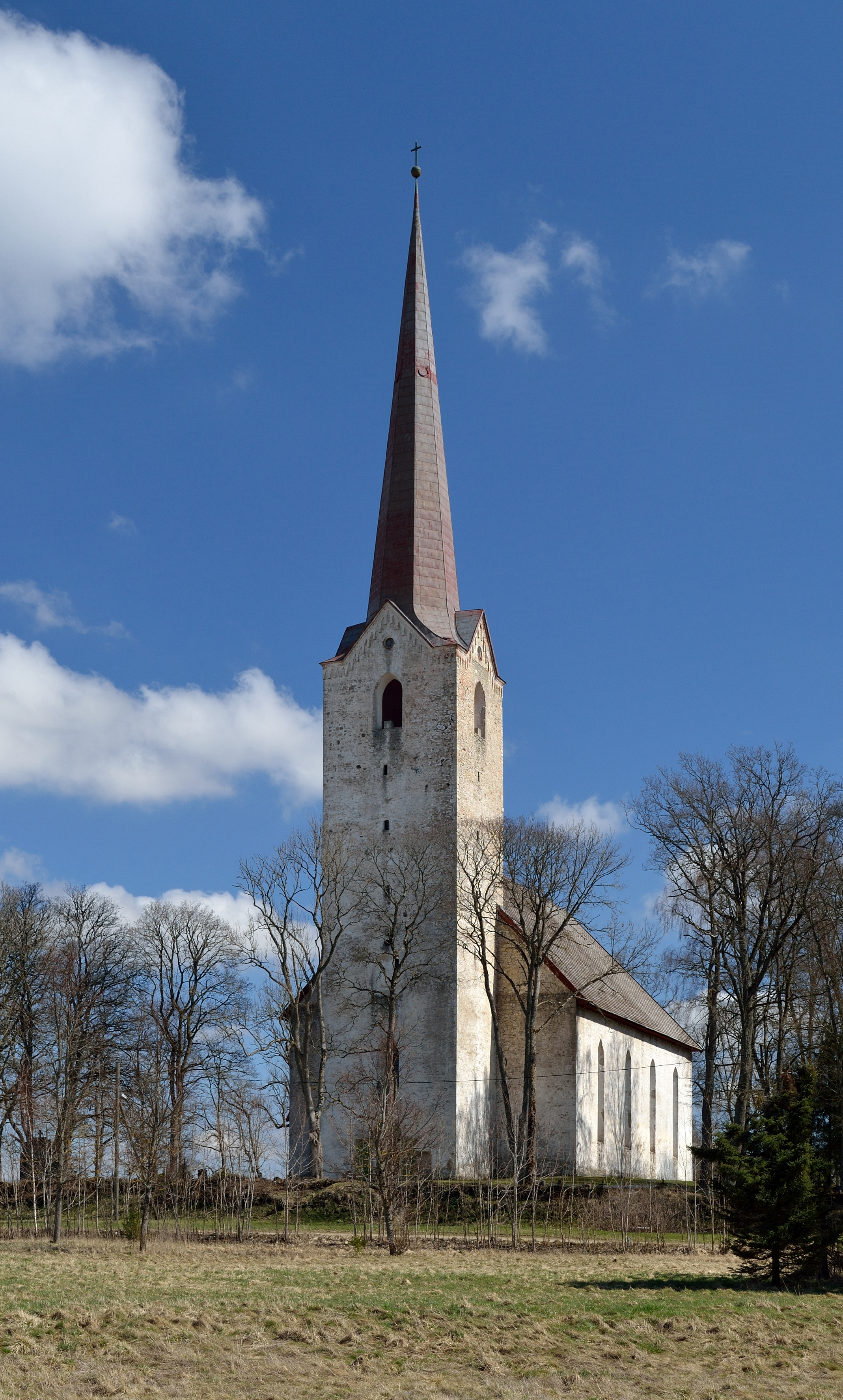
Церковь Ярва-Пеэтри
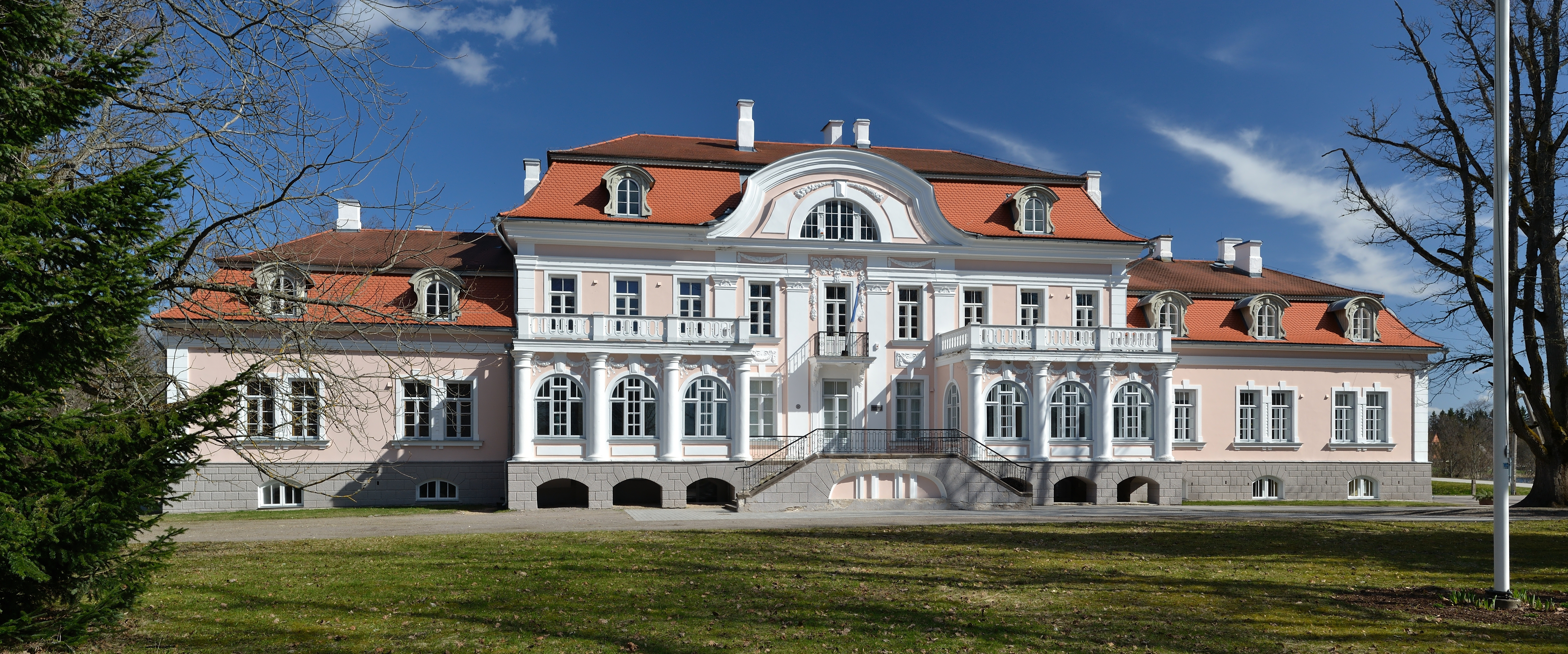
Главное здание мызы Лаупа
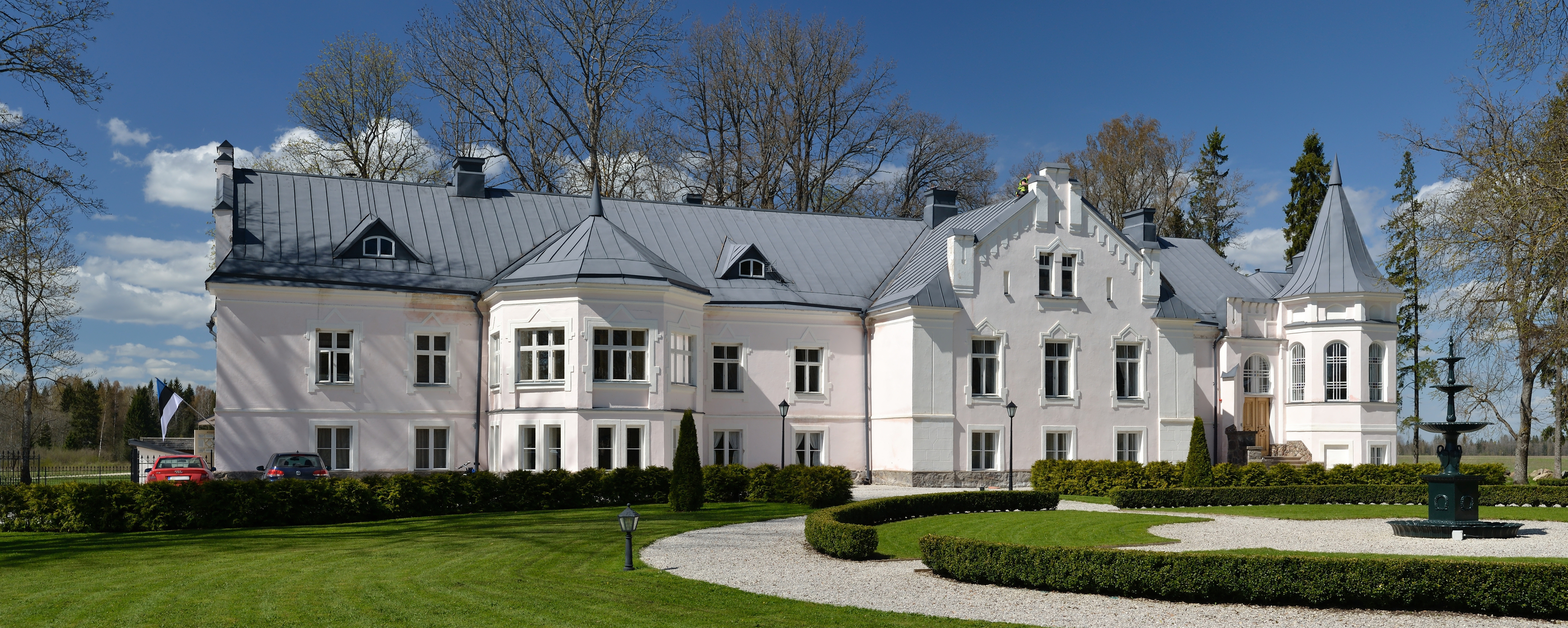
Главное здание мызы Эйефер (Эйвере)
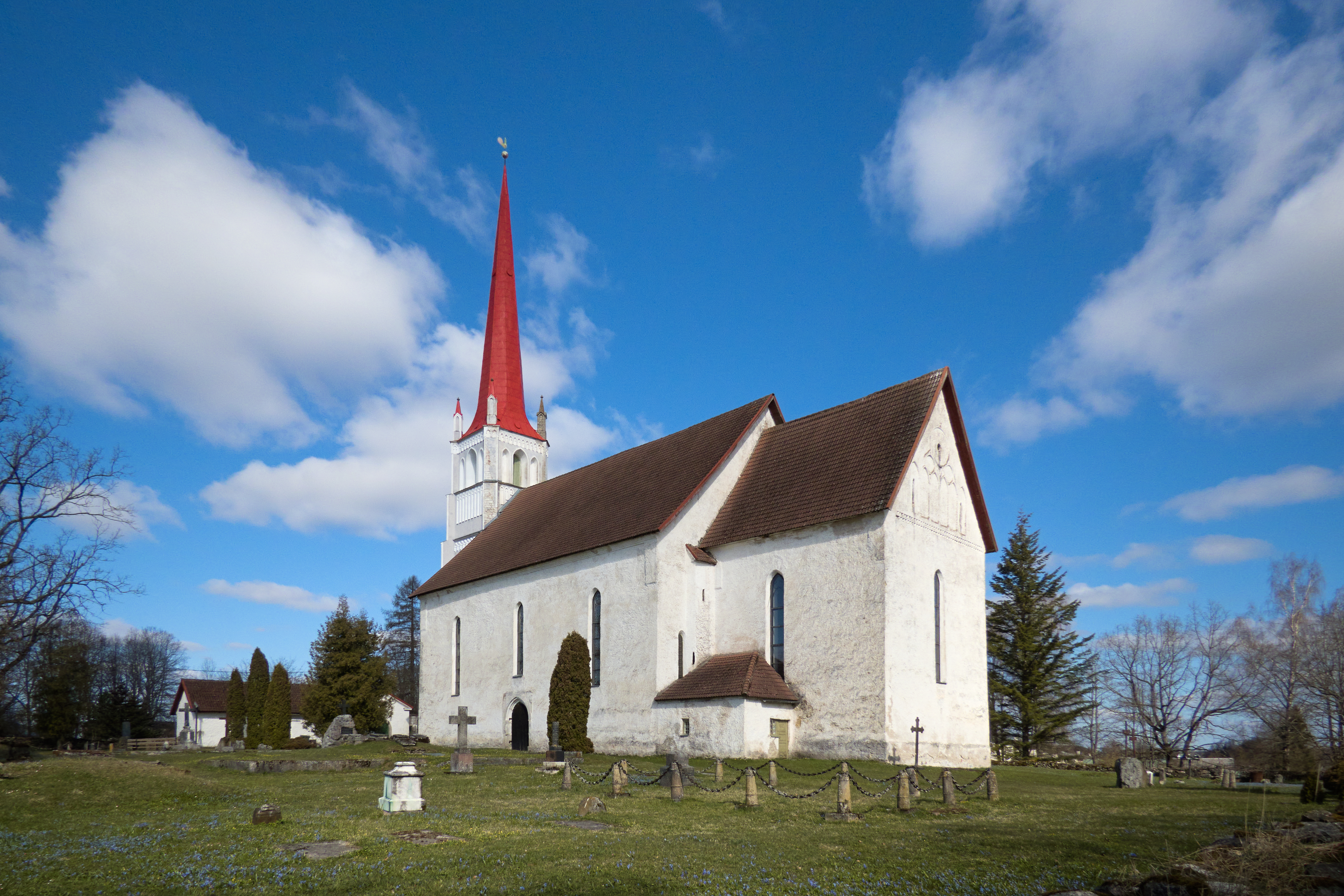
Тюриская церковь Святого Мартина
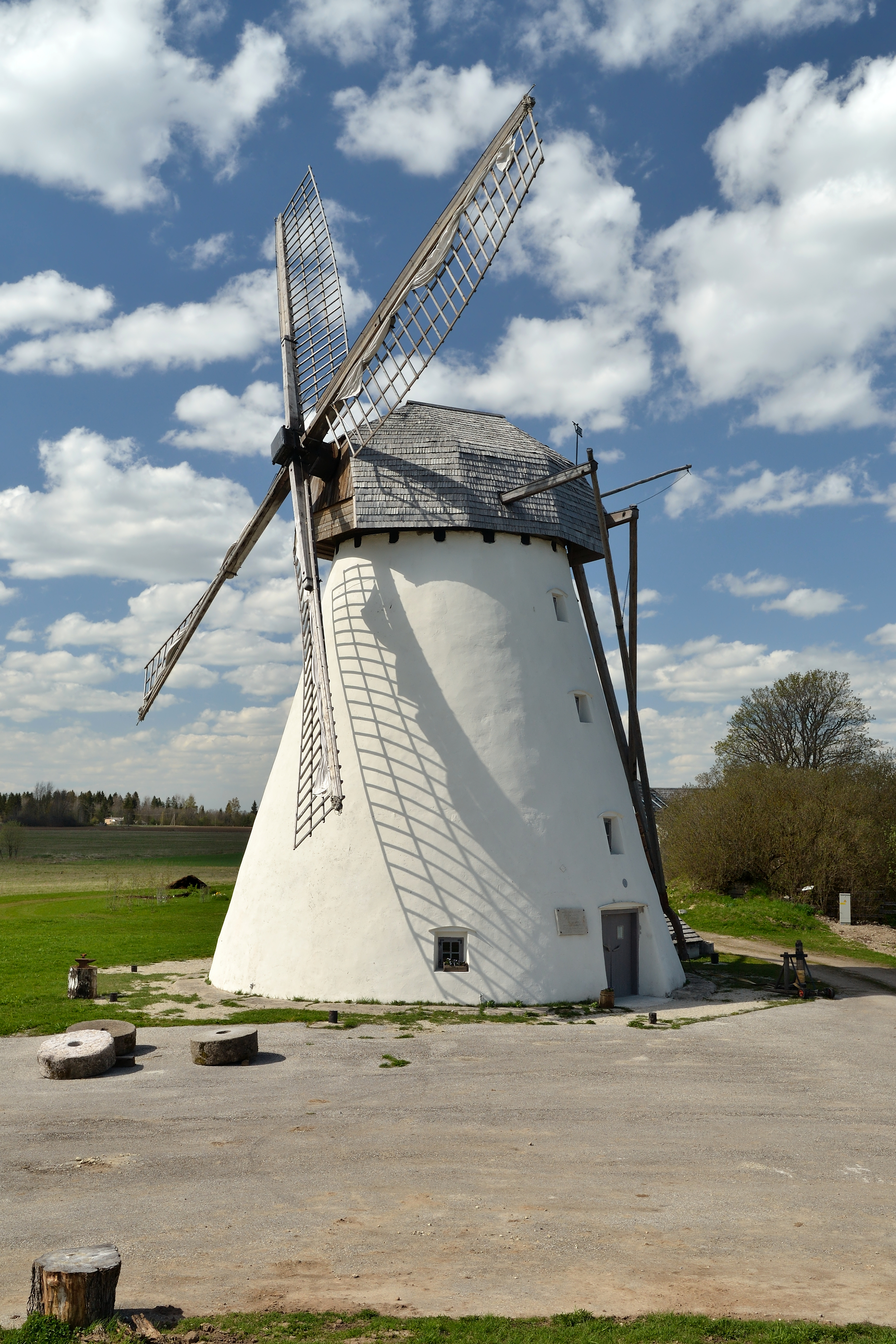
Мельница мызы Сейдель (Сейдла)
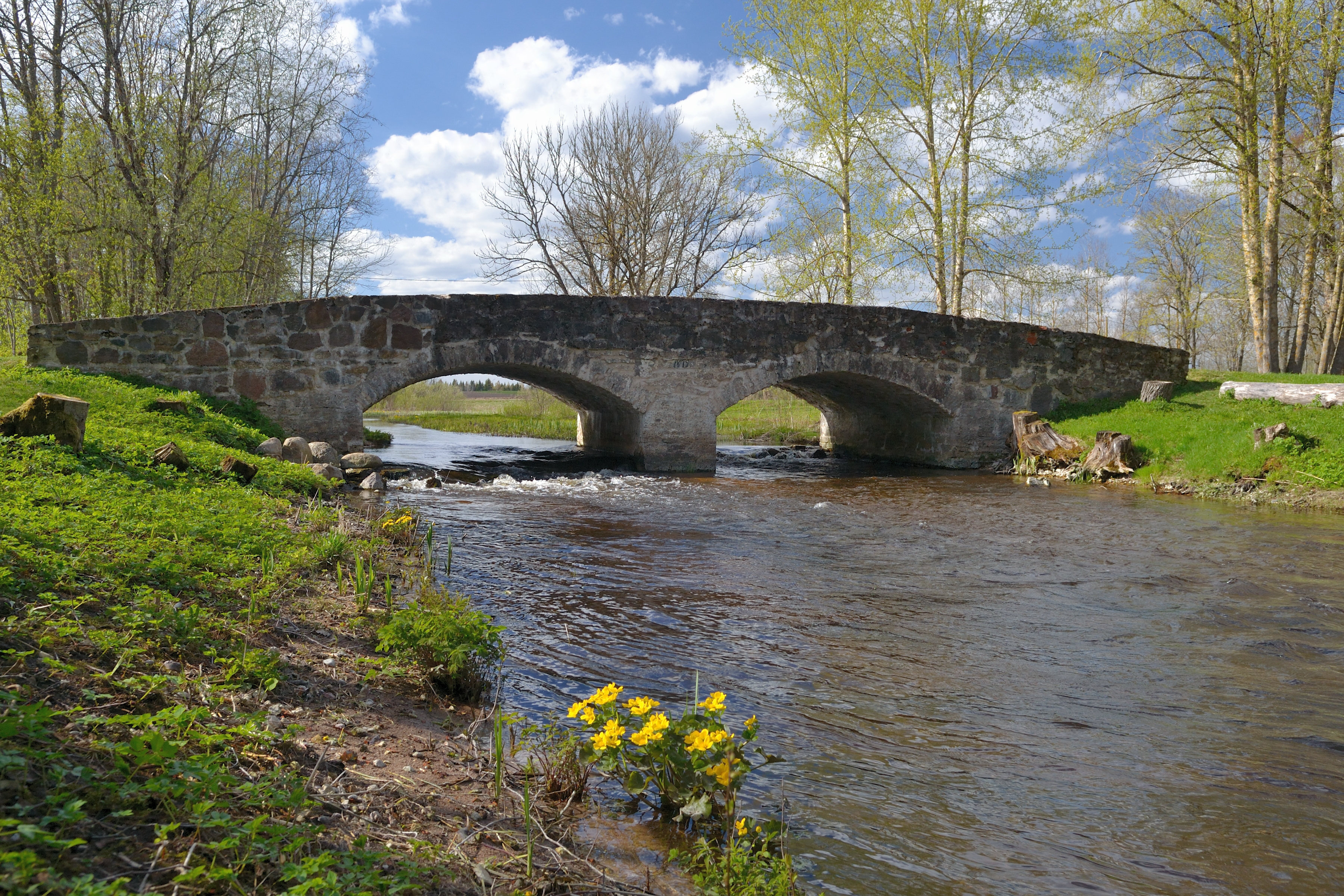
Мост мызы Альп (Албу)
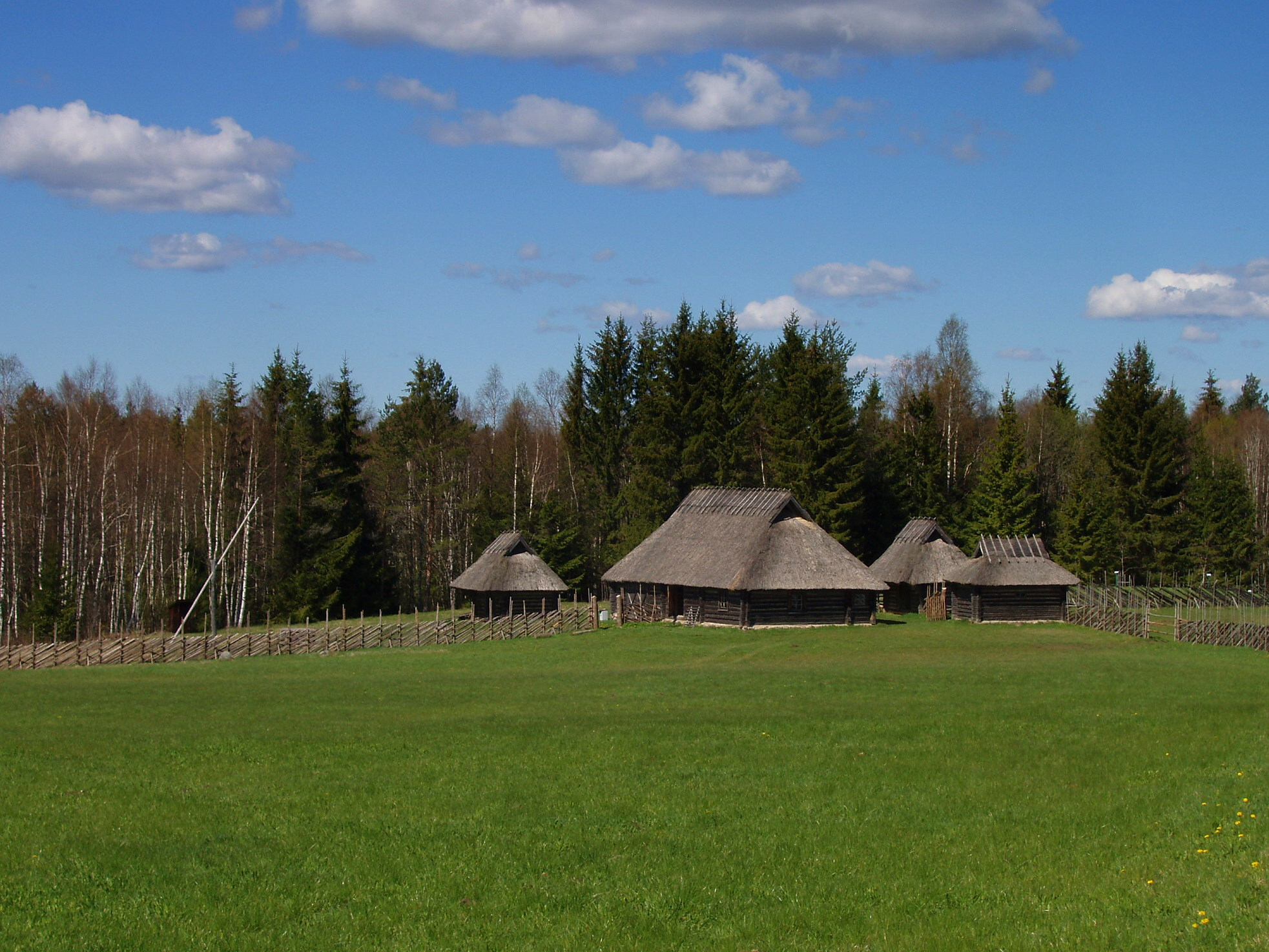
Место рождения А. Х. Таммсааре